# John Buchanan Floyd
Pour les articles homonymes, voir Buchanan.
Cet article possède un paronyme, voir John Buchanan.
John Buchanan Floyd, né à Smithfeld (Blacksburg (Virginie)) le 1er juin 1806 et mort à Abingdon le 26 août 1863, est un homme politique américain, gouverneur de la Virginie de 1849 à 1852, secrétaire à la Guerre des États-Unis dans le gouvernement Buchanan. 

## Biographie
Avocat et planteur de cotons dans l'Arkansas, il est élu à l'Assemblée comme représentant de la Virginie (1847-1849 et 1859) et est gouverneur du même État de 1849 à 1852.
Secrétaire à la Guerre de Buchanan (1857-1860), accusé de malversations et d'avoir renforcé à la veille de la guerre les arsenaux fédéraux dans certains États du Sud, il démissionne le 29 décembre 1860. Il sert ensuite comme major-général sudistes lors de la Guerre de Sécession puis devient Général et est alors sous les ordres de Robert Lee en Virginie. Il prend part à la bataille de Carnifex Ferry en 1862 et y est blessé. Il commande ensuite le Fort Donelson mais est dépassé par les événements lors de la bataille du même nom et est démis de ses fonctions par Jefferson Davis. 
Il meurt peu après des suites d'ennuis de santé. 